# Jean Tricart
Jean Tricart (ur. 16 września 1920 w Montmorency, zm. 6 maja 2003 w Strasburgu) – francuski geograf zajmował się głównie geomorfologią, od 1955 profesor Uniwersytetu L. Pasteura w Strasburgu i École Nationale des Sciences Géographiques.
W 1977 otrzymał tytuł doktora honoris causa Uniwersytetu Łódzkiego, z którym utrzymywał długoletnią współpracę.